# Collection Jeunesse
Collection Jeunesse est une série de blocs-feuillets annuels émis par La Poste française de 1999 à 2005. Chaque bloc comprend dix timbres-poste différents sur un thème choisi pour attirer des enfants et jeunes adolescents à la collection de timbres : moyens de transport, sports, jeux vidéo.
Les dix timbres sont à des valeurs faciales de compléments permettant des affranchissements composés. Depuis 2001, ils restent en vente deux ans, ce qui correspond à des timbres semi-permanents selon la dénomination commerciale de La Poste française.
En 2006, une nouvelle série de bloc-feuillet est lancée : Le coin du collectionneur.

## Armada du siècle (1999)
La première émission a lieu le 12 juillet 1999 et est retirée de la vente le 14 avril 2000. Elle correspond à la manifestation navale de l'Armada du siècle, à Rouen. La valeur faciale des timbres est affichée en double monnaie : un franc ou 15 centimes d'euro.
Avec trois timbres, il est possible en 1999 d'affranchir une lettre de moins de 20 grammes pour la France et l'Europe occidentale.
Les photographies des dix voiliers ont été mises en page par Jean-Paul Cousin pour une impression en héliogravure. Sont représentés : l’Amerigo Vespucci, l’Asgard II, le Belem, la Belle Poule, le Cuauhtémoc, l’Europa, l’Iskra, le Sagres, le Simon Bolivar et le Statsraad Lehmkuhl.

## Voitures anciennes (2000)
Émis le 9 mai 2000 à l'occasion de l'exposition Philexjeunes 2000 à Annecy, ce bloc est retiré de la vente le 12 octobre 2001. Mis en page par l'agence Desdoigts, il est imprimé en héliogravure.
Il est composé de cinq timbres à un franc (ou 0,15 €) et de cinq timbres à deux francs (ou 0,30 €) ; trois francs constituant en 2000 l'affranchissement d'une lettre de moins de 20 grammes pour la France et l'Europe occidentale.
Les dix voitures représentées dans des couleurs vives sont : la Bugatti Type 35, la Cadillac 62, la Citroën DS 19, la Citroën Traction, la Ferrari 250 GTO, l'Hispano-Suiza K6, la Peugeot 203, la Renault 4CV, la Simca Chambord et la Volkswagen Coccinelle.

## Les Légendes du rail (2001)
Émis le 7 juillet 2001 et retiré de la vente le 13 juin 2003, ce bloc représente dix locomotives célèbres. Ces véhicules ont été redessinés par l'illustrateur Jame's Prunier pour une impression en héliogravure.
Chaque timbre a une valeur de 1,50 franc (ou 0,23 €) ; avec deux timbres, on réalise l'affranchissement d'une lettre de moins de 20 grammes pour la France et l'Europe occidentale.
Les dix trains ou locomotives sont : l'Autorail panoramique, l'American type 4-4-0, la BB 9200 Capitole, la Be 6/8 Crocodile, la Crampton, l'Eurostar, la Garratt 59, la Mallard, la Pacific 231 Chapelon et la 2C' h2 230 classe P8.

## Cylindrées et carénages (2002)
Cinq dessinateurs de bande dessinée ont réalisé la représentation de dix motos célèbres, le tout mis en page par Jean-Paul Cousin pour une impression en héliogravure. Les auteurs sont : Coyote, Frank Margerin, Nikolaz, Ptiluc et Denis Sire.
Le bloc est émis le 16 septembre 2002 et reste en vente jusqu'au 11 juin 2004. Les timbres sont à 0,16 € ou à 0,30 € ; deux timbres de valeurs différentes permettent d'affranchir une lettre de moins de 20 grammes pour la France ou l'Europe occidentale.
Les dix modèles représentés sont : la BMW R90 S, la Ducati 916, la Harley Davidson Hydraglide, la Honda CB 750 Four, la Majestic, la Norton Commando 750, la Terrot 500 RGST, la Triumph Bonneville 650, la Voxan 1000 Cafe Racer et la Yamaha 500 XT.

## Utilitaires et grandes échelles (2003)
Dessiné par François Bruère et mis en page par Aurélie Baras, ce bloc représente neuf véhicules utilitaires français de différentes époques et un camion de pompiers à grande échelle. Le bloc est en vente du 27 octobre 2003 au 24 juin 2005.
Les timbres sont à 0,20 ou 0,30 € ; deux timbres de valeurs différentes permettent d'affranchir une lettre de moins de 20 grammes pour la France ou l'Europe occidentale, selon les nouveaux tarifs du 1er juin 2003.
Les véhicules représentés sont : une ambulance Citroën DS, un autobus parisien Renault de type TN6, un autocar Isobloc type 648 DP 102, un camion de chantier Berliet type T100, un camion de pompier portant une échelle Delahaye, un véhicule de police Citroën, un tracteur agricole type 302, un véhicule de livraison Berliet 22 HP type M, un véhicule de premier secours Hotchkiss et une voiture postale Renault Kangoo.

## Sports de glisse (2004)
Émis le 30 août 2004 (avec un Premier jour en juin 2004 pendant le Salon du timbre), ce bloc sur les sports de glisse est dessiné par Éric Fayolle.
Les timbres ont une valeur de 0,20 € ou 0,30 € ; deux timbres différents permettent d'affranchir une lettre de moins de 20 grammes pour la France ou l'Europe occidentale.
Les sports dessinés sont : bicross, jetski, luge, parachutisme, parapente, planche à voile, roller, skateboard, snowboard et surf.

## Héros des jeux vidéo (2005)
Voir 
Émis le 14 novembre 2005, les loisirs du jeune public visé par cette collection sont à nouveau illustrés comme en 2004. Le bloc est émis le 11 novembre pendant le Salon philatélique d'automne, à Paris.
Les timbres ont une valeur de 0,20 € ou 0,33 € ; deux timbres différents permettent d'affranchir une lettre de moins de 20 grammes pour la France, selon les tarifs du 1er mars 2005.
Les héros de jeux vidéo choisis sont : Adibou héros de logiciels ludo-éducatifs, Lara Croft des jeux Tomb Raider, le gorille Donkey Kong, Link de la série The Legend of Zelda, Mario le plombier de Nintendo, Pac-Man, le héros de Prince of Persia, Rayman, les Sims et le dragon Spyro.